# William Howard Russell
William Howard Russell (Tallaght, Irlanda, 28 de març de 1820 – Londres, 11 de febrer de 1907) fou un periodista irlandès del diari The Times, considerat un dels primers corresponsals de guerra, ja que va estar 22 mesos cobrint la Guerra de Crimea, inclosa la Càrrega de la Brigada Lleugera.